# Luke Allen-Gale
Luke Allen-Gale (* 6. November 1984 in Weymouth, Dorset) ist ein britischer Filmschauspieler, Bühnenschauspieler und Fernsehschauspieler.

## Leben
Luke Allen-Gale wurde 1984 in Weymouth, Dorset geboren und wuchs in Bridport auf. Er besuchte die Drama Centre London. 
2008 war Allen-Gale in der Folge Die Brandmauer der Fernsehserie Kommissar Wallander erstmals im Fernsehen zu sehen. 2010 hatte er seine erste Filmrolle in Arrietty – Die wundersame Welt der Borger. 2011 erhielt er in der Miniserie Gelobtes Land erstmals eine wiederkehrende Rolle. 2014 bis 2015 hatte Allen-Gale in 21 Folgen der Fernsehserie Dominion eine Rolle inne.
Sein professionelles Bühnendebüt im West End gab er 2014 als Nicky Lockridge in Richard Greenbergs The American Plan, das vom Theatre Royal in Bath an das St. James Theatre in London wechselte.

## Filmografie
- 2008: Kommissar Wallander: Die Brandmauer (Wallander, Fernsehserie, Folge 1x02)
- 2009: Kröd Mändoon and the Flaming Sword of Fire (Fernsehserie, Folge 1x03)
- 2010: Arrietty – Die wundersame Welt der Borger (借りぐらしのアリエッティ, Sprechrolle)
- 2011: Gelobtes Land (The Promise, Miniserie, 4 Folgen)
- 2011: Inspector Barnaby (Midsomer Murders, Fernsehserie, Folge 14x01)
- 2011: Captain America: The First Avenger
- 2011: Death in Paradise (Fernsehserie, Folge 1x02 Nur die Sonne war Zeuge)
- 2011–2012: Dr. Monroe (Monroe, Fernsehserie, 12 Folgen)
- 2013: Ripper Street (Fernsehserie, Folge 1x07)
- 2013: Der junge Inspektor Morse (Endeavour, Fernsehserie, Folge 1x01)
- 2013: Die Borgias (The Borgias, Fernsehserie, 3 Folgen)
- 2014–2015: Dominion (Fernsehserie, 21 Folgen)
- 2016: Jericho (Fernsehserie, Folge 1x04)
- 2016: Crazyhead (Miniserie, 2 Folgen)
- 2016: Transylvania (Fernsehfilm)
- 2017: Babs (Fernsehfilm)
- 2017: Genius (Fernsehserie, Folge 1x06 Einstein: Kapitel 6)
- 2018: Toy Gun
- 2018: Nutritiously Nicola (Fernsehserie, 2 Folgen)
- 2019: Moving On (Fernsehserie, Folge 10x03)
- 2019: Doom: Die Vernichtung (Doom: Annihilation)
- 2019: Doctor Who: The Monthly Adventures (Sprechrolle)
- 2020–2022: Kommissar Van der Valk (Van der Valk, Fernsehserie, 6 Folgen)
- 2021: Rosamunde Pilcher (Fernsehserie, Folge 1x162)
- 2023: Silent Witness (Fernsehserie, 2 Folgen)
- 2025: Sandman (The Sandman, Fernsehserie, Folge 2x03)